# Polyceratella
Polyceratella is een geslacht van uitgestorven kreeftachtigen uit de klasse van de Ostracoda (mosselkreeftjes).

## Soorten
- Polyceratella aluverensis Sarv, 1959 †
- Polyceratella bicornis (Neckaja, 1953) Jaanusson, 1957 †
- Polyceratella bonnemai Thorslund, 1940 †
- Polyceratella kuckersiana (Bonnema, 1909) Oepik, 1937 †
- Polyceratella pseudospinosa Sidaravichiene, 1992 †
- Polyceratella sexpapillosa (Troedsson, 1918) Schallreuter, 1988 †
- Polyceratella spinosa Sarv, 1959 †
- Polyceratella tetraceras Oepik, 1937 †